# Nummularia quadriflora
Nummularia quadriflora là một loài thực vật có hoa trong họ Anh thảo. Loài này được (Sims) Farw. mô tả khoa học đầu tiên năm 1913.